# Totmes (rzeźbiarz)

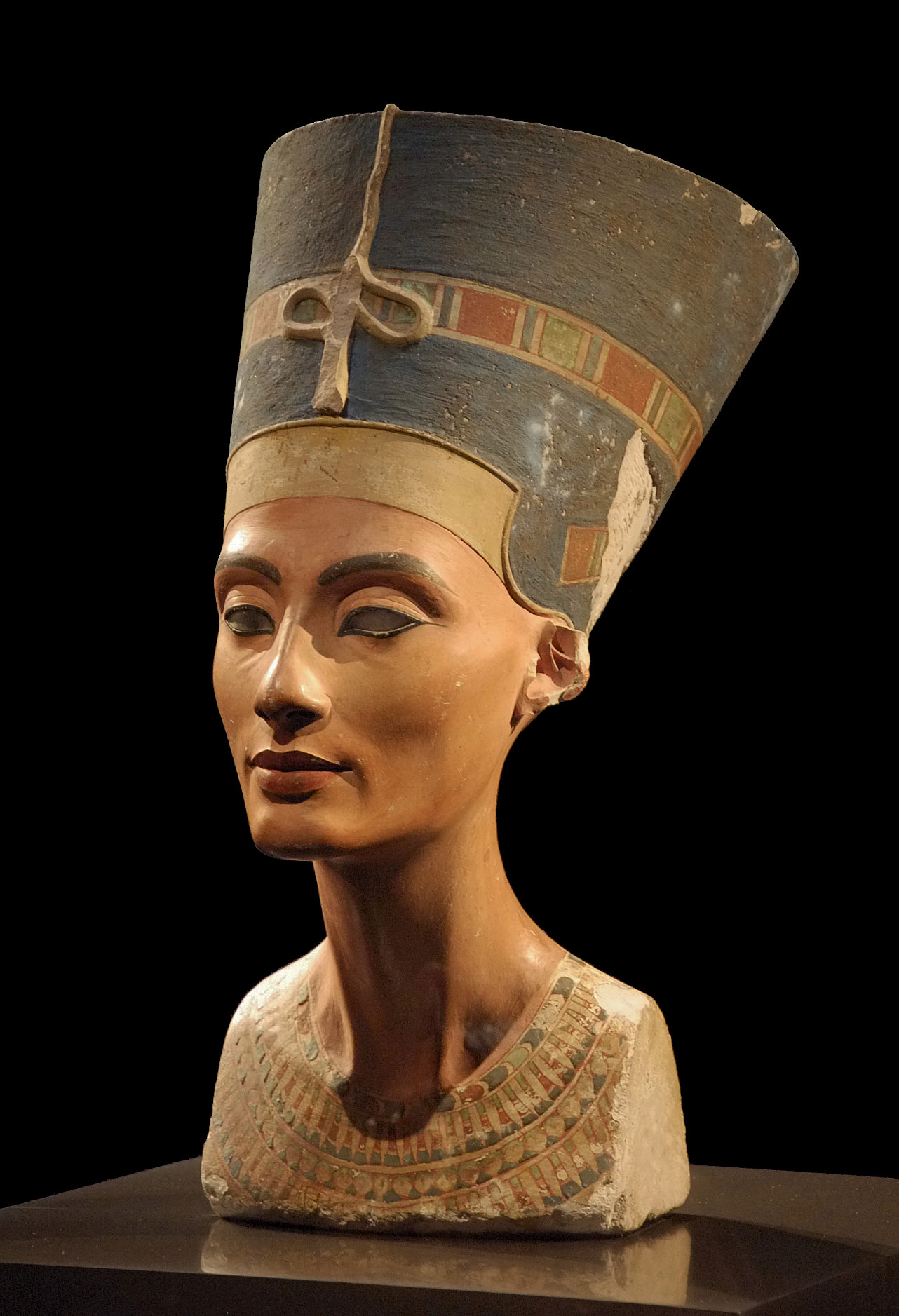
Popiersie Nefertiti autorstwa Totmesa

Totmes, Thotmes, Dżehutimes (XIV w. p.n.e.) – rzeźbiarz egipski. Jego warsztat odkryto w ruinach Tell el-Amarna. Odnaleziono w nim szereg posągów w różnym stadium opracowania, m.in. popiersie królowej Nefertiti. Dzieła z warsztatu Totmesa stanowią przykład rzeźby z okresu amarneńskiego.